# دالة التقسيم (الرياضيات)
دالة التقسيم في نظرية الاحتمالات ونظرية المعلومات والأنظمة الديناميكية تعميم لتعريف دالة التقسيم في الميكانيكا الإحصائية.